# Südafrikanische Eishockeynationalmannschaft der Frauen
Die südafrikanische Eishockeynationalmannschaft der Frauen ist die nationale Eishockey-Auswahlmannschaft Südafrikas im Fraueneishockey. Nach der Weltmeisterschaft 2022 liegt die Mannschaft auf dem 37. Rang der IIHF-Weltrangliste. Die Nationalmannschaft Südafrikas ist die einzige im Fraueneishockey auf dem gesamten afrikanischen Kontinent.

## Geschichte
Die südafrikanische Eishockeynationalmannschaft der Frauen nimmt seit der Weltmeisterschaft 1999 am Spielbetrieb der Internationalen Eishockey-Föderation teil. Bei ihrer ersten WM-Teilnahme scheiterte die Mannschaft 1999 mit der Qualifikation für die B-WM für das folgende Jahr. Auch im folgenden Jahr konnte sich Südafrika nicht für die B-WM qualifizieren und stieg in den folgenden Jahren mehrfach ab, so dass die Mannschaft die WM 2008 in der Division IV, der fünften WM-Leistungsstufe im Fraueneishockey, antreten musste.
Da die Divisionen III bis V bei der WM 2009 nicht ausgespielt wurden und 2010 aufgrund der Austragung der Olympischen Winterspiele in Vancouver ohnehin keine Frauen-WM stattfand, bestreitet Südafrika 2011 erstmals nach drei Jahren wieder ein WM-Spiel und trat erneut in der Division IV an. Mit vier Niederlagen stiegen sie in der Division V ab, aber aufgrund der Absage mehrerer Mannschaften spielten sie im Folgejahr in der höheren Division II B, wobei sie sieglos den letzten Platz belegten. Nach dem Gewinn der Division III bei der Weltmeisterschaft 2020 spielen die Südafrikanerinnen wieder in der Division II.

## Platzierungen

### Bei Weltmeisterschaften
- 1999 – 4. Platz, Qualifikation zur B-WM
- 2000 – 8. Platz, Qualifikation zur B-WM
- 2001 – 4. Platz, Qualifikation zur Division IIA
- 2003 – 5. Platz, Division III
- 2004 – nicht teilgenommen
- 2005 – 6. Platz, Division III
- 2007 – 6. Platz, Division III
- 2008 – 5. Platz, Division IV
- 2011 – 5. Platz, Division IV (Abstieg in die Division V)
- 2012 – 6. Platz, Division IIB
- 2013 – 6. Platz, Division IIB (Abstieg in die Qualifikation zur Division IIB)
- 2014 – 2. Platz, Qualifikation zur Division IIB
- 2015 – 3. Platz, Qualifikation zur Division IIB
- 2016 – 3. Platz, Qualifikation zur Division IIB
- 2017 – 3. Platz, Qualifikation zur Division IIB
- 2018 – 3. Platz, Qualifikation zur Division IIB
- 2019 – 3. Platz, Qualifikation zur Division IIB
- 2020 – 1. Platz, Division III (Aufstieg in die Division IIB)
- 2021 – keine Austragung
- 2022 – 4. Platz, Division IIB
- 2023 – 4. Platz, Division IIB
- 2024 – 6. Platz, Division IIB (Abstieg in die Division IIIA)
- 2025 – 6. Platz, Division IIIA (Abstieg in die Division IIIB)